# Olizy-Primat
 Olizy-Primat  es una población y comuna francesa, en la región de Champaña-Ardenas, departamento de Ardenas, en el distrito de Vouziers y cantón de Grandpré.
Está integrada en la Communauté de communes de l'Argonne Ardennaise.
En 1807, absorbió Beaurepaire. Respecto a Primat, la incluyó entre 1828 y 1871; y una segunda vez en 1974. Actualmente Primat forma parte de la comuna como commune associée.

## Demografía
| 425 | 508 | 473 | 532 | 707 | 707 | 721 | 712 | lac. | lac. | 708 | 604 | 586 | 583 | 550 | 533 | 537 | 505 | 474 | 462 | 355 | 334 | 294 | 257 | 274 | 270 | 234 | 219 | 213 | 231 | 204 | 205 | 222 | 223 |
| Para los censos de 1962 a 1999 la población legal corresponde a la población sin duplicidades (Fuente: INSEE [Consultar]) |     |     |     |     |     |     |     |      |      |     |     |     |     |     |     |     |     |     |     |     |     |     |     |     |     |     |     |     |     |     |     |     |     |

### Commune associéede Primat
La población legal de Primat a 1 de enero de 2007 era de 42 habitantes.
| 110 | 127 | 127 | 123 | ... | ... | ... | ... | ... | ... | ... | 120 | 112 | 119 | 128 | 142 | 110 | 97 | 97 | 86 | 89 | 75 | 87 | 74 | 72 | 70 | 47 | 44 | ... | ... | ... | ... |
| Para los censos de 1962 a 1999 la población legal corresponde a la población sin duplicidades (Fuente: INSEE [Consultar]) |     |     |     |     |     |     |     |     |     |     |     |     |     |     |     |     |    |    |    |    |    |    |    |    |    |    |    |     |     |     |     |